# Kryptos (gruppo musicale)
I Kryptos sono un gruppo musicale heavy metal indiano formatosi a Bangalore nel 1998. 
Il loro stile musicale adotta soluzioni tipiche del metal tradizionale con l'aggiunta di elementi thrash, quali il cantato aspro e i riff in power chord eseguiti simultaneamente dai due chitarristi. Le loro composizioni traggono ispirazione principalmente dai Judas Priest, dagli Iron Maiden, dai Thin Lizzy e dai Def Leppard, con accenni a band più pesanti come: Coroner, Kreator e Candlemass.

## Storia del gruppo

### 1998 - 2004
I Kryptos vennero fondati nel 1998 dal chitarrista Nolan Lewis e dal bassista Ganesh Krishnaswamy che vennero affiancati dal batterista Ching Len. Inizialmente si dedicarono unicamente alla realizzazione di cover di band storiche quali Black Sabbath, Metallica e Led Zeppelin.
Nel 2004 incisero il loro primo album in studio intitolato Spiral Ascent che presto si diffuse a livello underground anche al di fuori dei confini della loro nazione. Alla realizzazione del disco parteciparono il chitarrista Akshay Patel e il batterista Ryan Colaco, oltre a Lewis e Ganesh K. che rivestì anche il ruolo di cantante.

### 2005 - 2009
Dopo aver partecipato a vari concerti e festival tenutisi in India, nel 2006 vennero scritturati dall'etichetta musicale statunitense Old School Metal Records, divenendo il primo ensemble metal indiano con un contratto stipulato all'estero.
Lo stesso anno Ganesh K. lasciò il gruppo per unirsi ai connazionali Bevar Sea, una band doom/stoner, e venne sostituito da Jayawant Tewari; inoltre il chitarrista Rohit Chaturvedi prese il posto di Patel.
Nel 2008 diedero alle stampe The Ark of Gemini che accrebbe ulteriormente la loro fama e che decretò il passaggio di Nolan Lewis al ruolo di frontman. 
In seguito si cimentarono in una serie di esibizioni dal vivo in India e nel 2009 aprirono il concerto degli Iron Maiden che ebbe luogo nella loro città. Con questa partecipazione apparvero anche nel documentario Global Metal dell'antropologo canadese Sam Dunn (autore di vari film documentario tra cui Iron Maiden: Flight 666 e Rush: Beyond the Lighted Stage).

### 2010 - 2015
Il loro terzo disco, dal titolo The Coils of Apollyon, uscì nel 2012 e ricevette un buon riscontro di vendite grazie anche alla distribuzione ad opera della AFM Records. In seguito a questa uscita, nonostante i membri della band avessero un normale posto di lavoro oltre a dedicarsi alla musica, intrapresero un tour in Europa durante il quale parteciparono anche al famoso festival tedesco Wacken Open Air del 2013. A settembre dello stesso anno Ganesh K. rientrò a far parte del gruppo nel ruolo unicamente di bassista e il batterista Anthony Hoover prese il posto di Ryan Colaco.
Nel 2014 si esibirono al festival Bangalore Open Air per la seconda volta (la prima avvenne nel 2012); inoltre presero parte al Wacken Road Show, un tour europeo insieme ad altri gruppi tra cui i Graveworm, durante il quale approdarono per la prima volta in Italia.

### 2016 - oggi
A settembre del 2016 è uscito il loro quarto full-length col titolo di Burn Up the Night, preceduto dal singolo Full Throttle a supporto del quale è stato anche realizzato un video. Lo stesso anno la band ha tenuto una serie di concerti in Europa salendo anche sul palco dell'Headbangers Open Air.

## Formazione

### Formazione attuale
- Nolan Lewis – voce (2006-oggi), chitarra (1998-oggi)
- Rohit Chaturvedi – chitarra (2006-oggi)
- Ganesh Krishnaswamy – basso (1998-2006, 2013-oggi), voce (1998-2006)
- Anthony Hoover – batteria (2013-oggi)

### Ex componenti
- Jayawant Tewari – basso (2006-2013)
- Ryan Colaco – batteria (2000-2013)
- Ching Len  – batteria (1998-2000)
- Akshay Patel – chitarra (2001-2006)

## Discografia

### Album in studio
- 2004 – Spiral Ascent
- 2008 – The Ark of Gemini
- 2012 – The Coils of Apollyon
- 2016 – Burn Up the Night
- 2019 –  Afterburner

### Singoli
- 2016 – Full Throttle